# NGC 5899
NGC 5899 (również PGC 54428 lub UGC 9789) – galaktyka spiralna z poprzeczką (SBc), znajdująca się w gwiazdozbiorze Wolarza. Odkrył ją William Herschel 18 marca 1787 roku. Należy do galaktyk Seyferta typu 2.